# Ypané
Ypané es una ciudad paraguaya ubicada en el departamento Central, a 22 km de Asunción. Se comunica por la Ruta PY01 y por la Ruta D027. Fundada el 23 de marzo de 1538, es conocida como la «Ciudad Histórica».

## Toponimia
El nombre Ypané proviene de sus tres arroyos: Ypané, Avay e Ytororó, que desembocan en el Río Paraguay . La palabra "Ypané" se compone de las siguientes sílabas:
Y: Significa agua.
Pa: Significa agua que fluye y desemboca en un río.
Ne: Significa el olor de los arroyos y esterales secos en época de sequía.

## Historia
En los primeros años fue un pueblo eminentemente agrícola. Pero con el paso del tiempo los habitantes se dedicaron también a otras actividades como la caza, la pesca y la plantación de tomate, mandarina, zapallo, sandía etc. Es conocida actualmente como «La ciudad Jardín». 
Fue una reducción franciscana instaurada hacia 1538. Fue fundada el 23 de marzo del mismo año por el gobernador español Domingo Martínez de Irala. Tuvo una segunda fundación el 6 de mayo de 1862, cuando los franciscanos retornaron al Paraguay. 
En el transcurso de la guerra de la Triple Alianza (entre los países de Brasil, Argentina y Uruguay contra el Paraguay), fue librada el 6 de diciembre de 1868 la batalla de Ytororó en el actual territorio de Ypané. Hoy día, en el lugar se encuentra un monumento erigido en homenaje a los héroes paraguayos. También donde se disputó la batalla de Abay (agua del aborigen) está instalado un busto del Mariscal paraguayo Francisco Solano López.
En el año 1911 el pueblo de Ypané, fue trasladado del territorio de la Villa Real al paraje donde hoy se halla.
Los colores de la bandera de la ciudad son el verde, que simboliza la esperanza; y el amarillo, que representa "el alumbrar del sol hacia un nuevo amanecer". 
Monumento a los héroes de la Batalla de Ytororô
El Monumento a los héroes de la Batalla de Ytororô es uno de los más hermosos del Paraguay, en cuanto a diseño y arquitectura. Fue construido e inaugurado en 1904, tiene casi 20 metros de altura. Los proyectistas Manuel Sebated y Abelardo Cano se encargaron del diseño, compuesto de cuatro gruesos pilares y una escultura en la cima, que representa a la Madre Patria, fielmente custodiada por el Gallardo León.                                                                                       
A ambos costados flamean el Pabellón Nacional y la Bandera de Ypané, además están erigidos dos bustos en honor a Bernardino Caballero y a Valois Rivarola, dos de los máximos héroes de la Batalla de Ytororô así como de la Guerra contra la Triple Alianza.
Fue un 6 de diciembre de 1868 en donde pelearon más de 4000 paraguayos contra 12000 aliados en lo que se conoció como "Las Termópilas Paraguayas", por la férrea defensa que lograron los connacionales soportando los ataques ante un número tres veces superior. El puente sobre el Arroyo Ytororõ fue tomado y retomado tres veces, donde los paraguayos al mando de Bernardino Caballero defendieron por más de cuatro horas los continuos embates enemigos y los rechazaron una y otra vez, hasta que con el aviso de la proximidad de otro batallón aliado, optaron por la retirada.

## Geografía
El clima característico de Ypané es tropical al subtropical, gobernado por una masa de aire tropical y polar, dependiendo de la época del año.
La temperatura máxima se produce en el verano, llegando a los 39 °C, la cual puede subir aún más en ocasiones. La temperatura mínima del invierno es de 1 °C; y la media anual es de 22 °C.
Las lluvias tienen un régimen de aproximadamente 1433 mm anuales. La época que registra de mayor cantidad de precipitaciones es entre los meses de enero y abril, siendo éstas más escasas en el periodo comprendido entre los meses de junio a agosto.

## Demografía

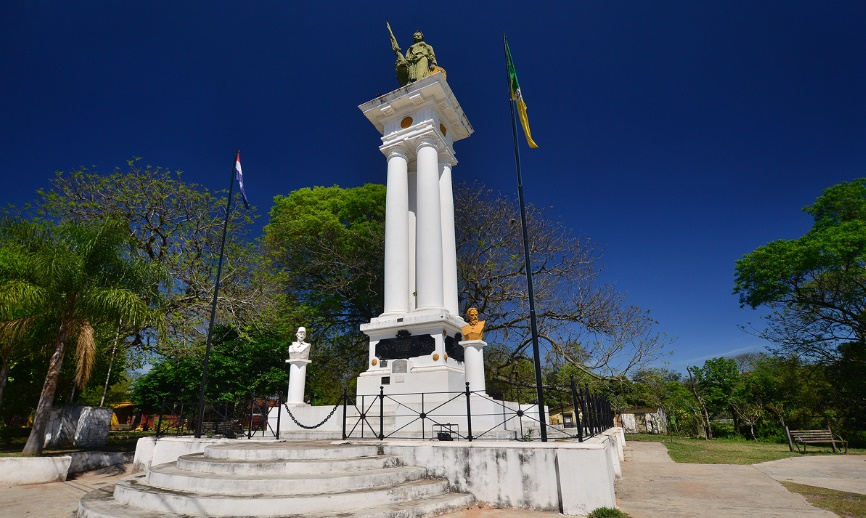
Monumento a los héroes de la Batalla de Ytororó.

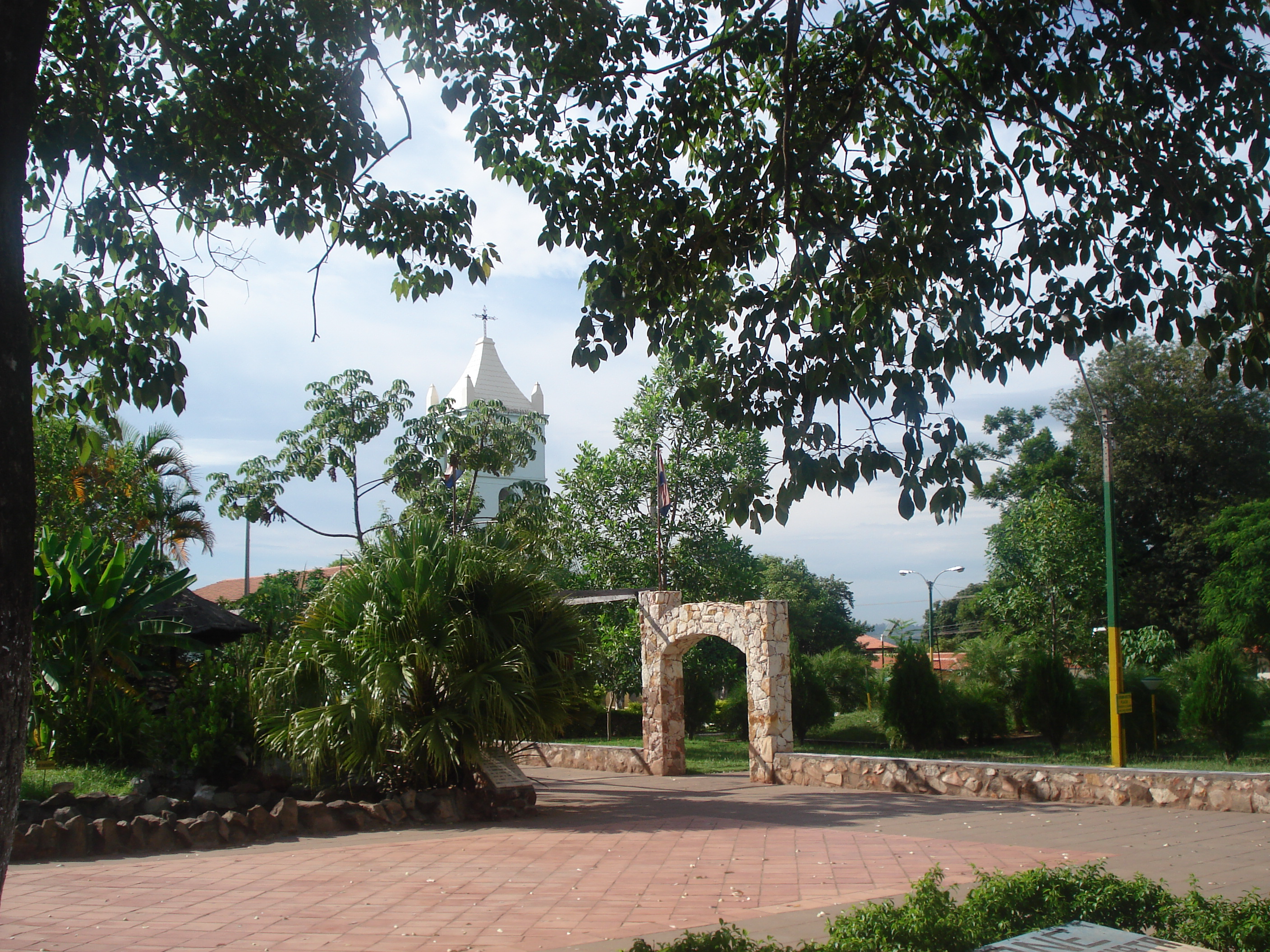
Plaza e iglesia de Ypané.

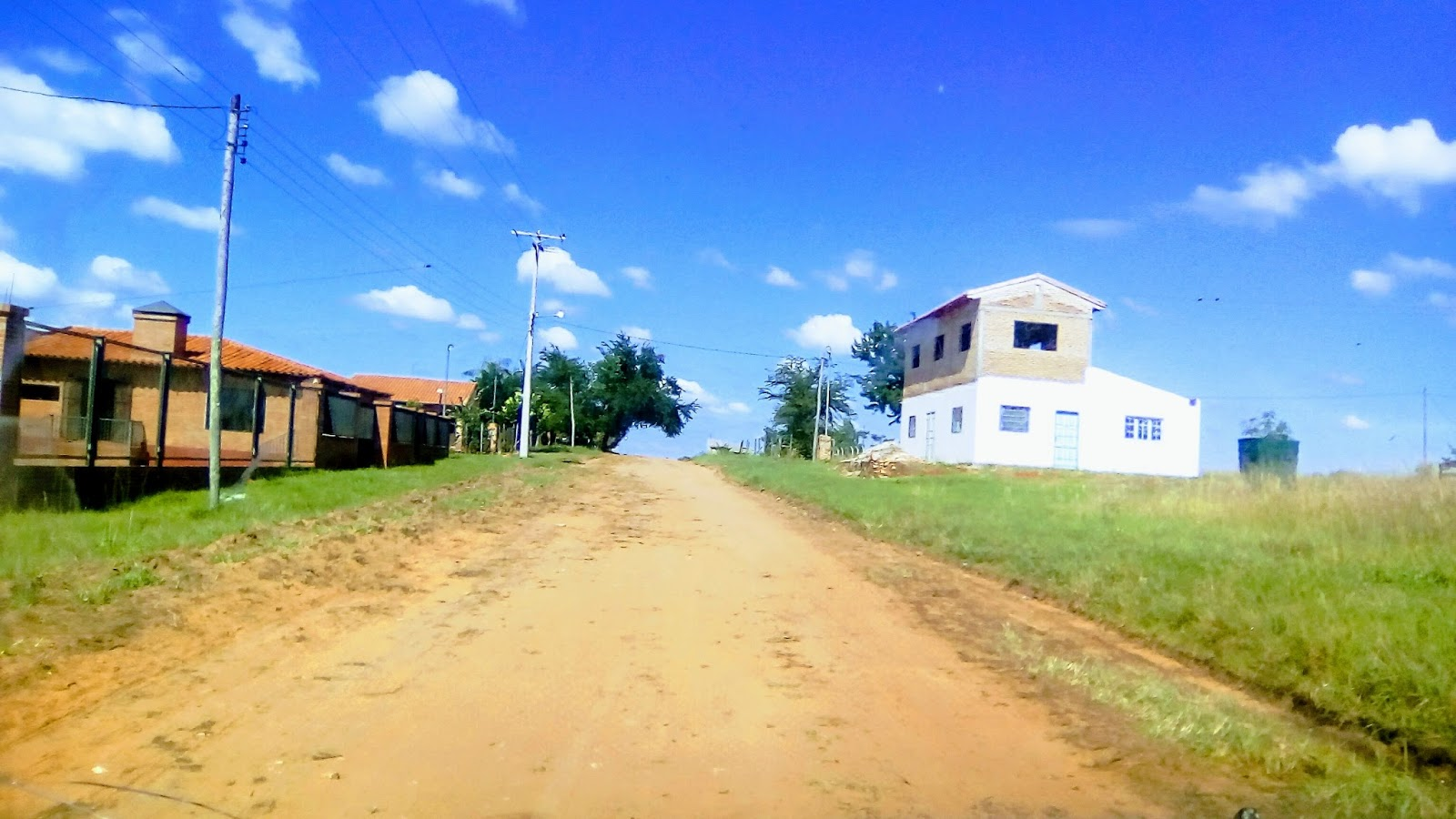
Barrio Solares.

Ypané cuenta con 66 700 habitantes según datos oficiales del censo paraguayo de 2022.

### Barrios
Ypané se divide en 32 barrios urbanos y suburbanos.
| Barrios de Ypané | Barrios de Ypané  | Barrios de Ypané | Barrios de Ypané  |
| N.º              | Barrio            | N.º              | Barrio            |
| ---------------- | ----------------- | ---------------- | ----------------- |
| 1                | Colonia Thompson  | 17               | San Pedro         |
| 2                | Santa Teresa      | 18               | San José          |
| 3                | 8 de diciembre    | 19               | Compañía 7        |
| 4                | Cañadita          | 20               | Paso de Oro       |
| 5                | Ytororó           | 21               | Rosado Guazú      |
| 6                | San Diego         | 22               | Altos de Ypané    |
| 7                | Pilar del Este    | 23               | Costa Alegre      |
| 8                | Los Nogales       | 24               | Potrerito         |
| 9                | 14 de mayo        | 25               | María Auxiliadora |
| 10               | Puerta de Ypané   | 26               | San Isidro        |
| 11               | San Francisco     | 27               | San Blas          |
| 12               | Virgen de Fátima  | 28               | San Nicolás       |
| 13               | Virgen del Carmen | 29               | San Miguel        |
| 14               | Virgen del Pilar  | 30               | San Cayetano      |
| 15               | San Antonio       | 31               | Ytororó Isla      |
| 16               | Chaco'i           | 32               | Achucarro         |

## Economía
Sus principales actividades son el comercio y la industria, como también agrícola con la plantación de arroz. Destaca por la confección de tejidos de algodón, como las populares hamacas, bolsos, colchas. En la ciudad existen varias empresas que han apostado a las condiciones terrestres y el clima, como también se encuentra el Centro de Alto Rendimiento de la Selección de fútbol de Paraguay.
Entre las industrias más importantes se encuentran Cervecería Paraguaya S.A., Tabacalera del Este, Fábrica Paraguaya de Vidrios, Azucarera Azpa, Pinturas Montana, Metalúrgica Vera, entre otros. Cuenta además con producción agropecuaria que se reduce a granjas de cultivos hortícolas y frutales.

## Cultura
En el predio de la plaza San Pedro Apóstol, se halla el "Centro de Atracción Turístico Municipal". Este sitio refleja la historia y significado de la ciudad de Ypané, ya que en ella se puede admirar el recorrido de los tres arroyos hasta sus desembocaduras en el río Paraguay que a su vez la separa de la República Argentina. 
Ypane se destaca en el ámbito de deportes tanto en el Fútbol como también en Handbol donde tiene su propia liga Ypanense
1. Sede de la APF en Ypané
La sede de la Asociación Paraguaya de Fútbol (APF) se encuentra en Ypané, específicamente en el Centro de Alto Rendimiento (CAR), donde se llevan a cabo entrenamientos y actividades de desarrollo del fútbol femenino y otras categorías. Esta infraestructura es esencial para el crecimiento y la preparación de las selecciones nacionales y equipos de diversas divisiones.
2. Ciclón (parque Azulgrana)

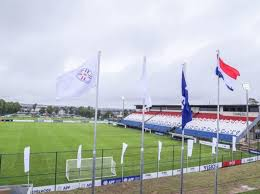
CARFEM APF

El Club Cerro Porteño tiene su centro de entrenamiento en el parque Azulgrana, ubicado en Ypané. Este centro es utilizado por las divisiones inferiores del club y tiene un rol destacado en el panorama deportivo nacional. El parque Azulgrana es conocido por ser una de las principales sedes del club en su desarrollo deportivo.
3. Otros Clubes en Ypané

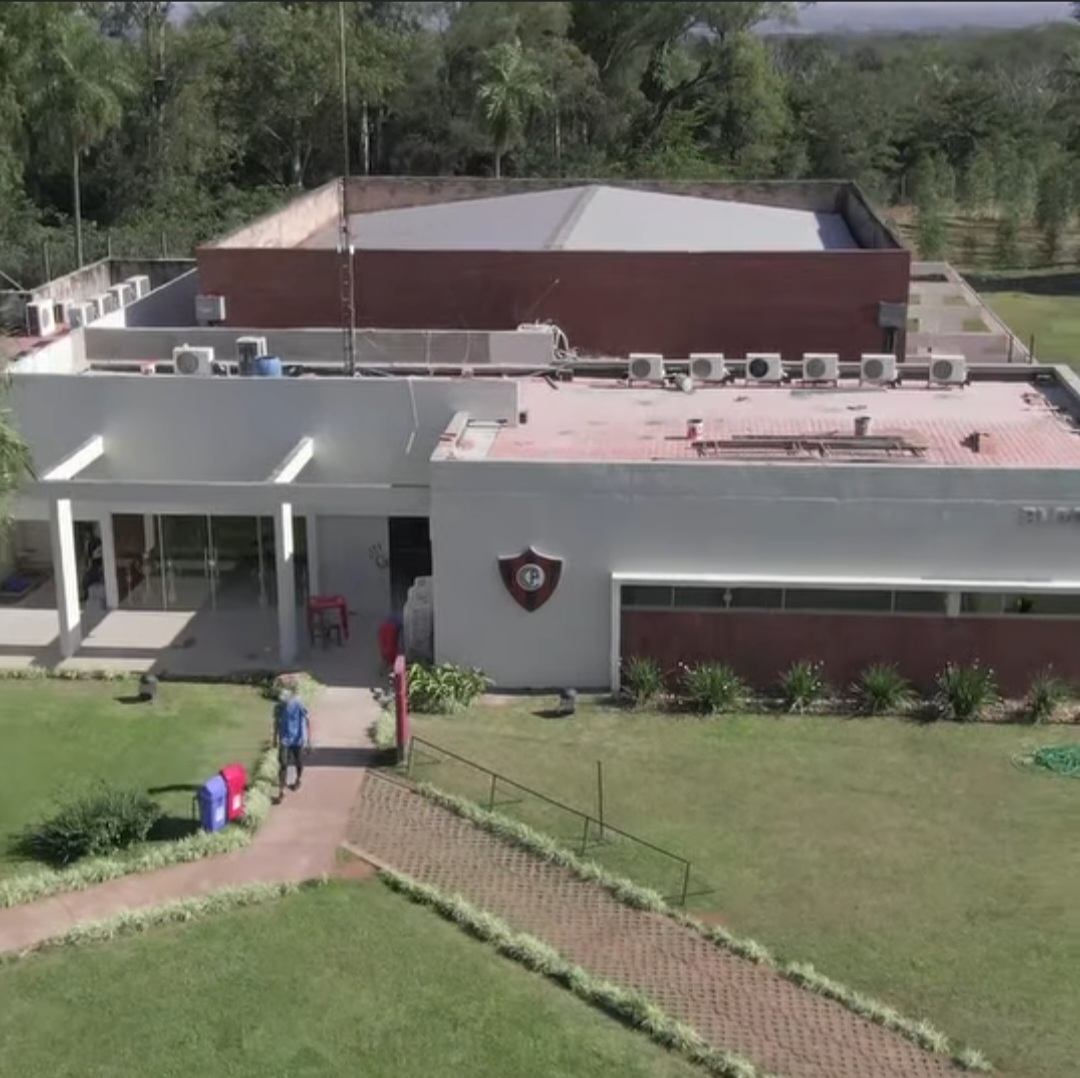
OFICINA PARQUE AZULGRANA

En Ypané hay también otros clubes deportivos con sus respectivos estadios o canchas:
- Club Atlético Curupayty

- Club 6 de Diciembre

- Club Juventud Ypanense

- Club Paso de Oro

- Club 4 de Octubre

- Club Cnel. Thompson

- Club Sportivo Potrerito

Cada uno de estos clubes tiene su propia sede, contribuyendo al ámbito deportivo local y regional.